# Битва за время (шоу)
«Битва за время» — российское развлекательное, юмористическое шоу. Выходит в «VK Видео» с 3 ноября 2023 года.

## Формат
Основная задача этого шоу — поиск и отбор лучшего комика, дуэта или трио.
Особенность формата в том что изначально человеку даётся одна минута на выступление, если членам жюри выступление нравится, они могут прибавить одну минуту к выступлению нажатием на свою красную кнопку, досмотреть выступление до конца, а потом сказать понравилось в итоге ему выступление или нет. В первом сезоне главный приз это 3 миллиона рублей, а во втором сезоне, 6 миллионов рублей. По решению членов жюри второго сезона приз разделили на 1 миллион, 2 миллиона и 3 миллиона рублей для 3, 2 и 1 места соответственно.

## Правила
По решению продюсеров шоу кастинг является открытым для любого гражданина в возрасте от 18 до 50 лет. Для участия необходимо снять видео со своим выступлением длительностью не более трех минут. Форматом номера может быть стендап, миниатюра, музыкальный номер, пародия и так далее. После этого продюсеры выберут и пригласят лучших на очный кастинг.
Шоу включает следующие этапы:
Первый этап
Все участники прошедшие онлайн кастинг, показывают свой номер в любом юмористическом формате. Во время выступления члены жюри располагаются перед сценой в креслах, рядом с которыми находятся кнопки. Если члену жюри нравится выступление участника, то он нажимает на кнопку рядом со своим креслом, тем самым добавляя одну минуту к выступлению. В конце выступления член жюри должен сказать участнику да или нет. В первом этапе достаточно одного "да" от любого члена жюри.
Второй этап
Все участники прошедшие первый этап, показывают свой номер в любом юмористическом формате. Во время выступления члены жюри располагаются перед сценой в креслах, рядом с которыми находятся кнопки. Если члену жюри нравится выступление участника, то он нажимает на кнопку рядом со своим креслом, тем самым добавляя одну минуту к выступлению. В конце выступления член жюри должен сказать участнику да или нет. Во втором этапе необходимо два "да" от двух членов жюри.
Полуфинал
Все участники прошедшие второй этап, показывают свой номер в любом юмористическом формате. Во время выступления члены жюри располагаются перед сценой в креслах, рядом с которыми находятся кнопки. Если члену жюри нравится выступление участника, то он нажимает на кнопку рядом со своим креслом, тем самым добавляя одну минуту к выступлению. В конце выступления член жюри должен сказать участнику да или нет. В полуфинале необходимо три "да" от всех членов жюри.
Финал
Все участники прошедшие полуфинал, показывают свой номер в любом юмористическом формате. Во время выступления члены жюри располагаются перед сценой в креслах, рядом с которыми находятся кнопки. Если члену жюри нравится выступление участника, то он нажимает на кнопку рядом со своим креслом, тем самым добавляя одну минуту к выступлению. В конце выступления член жюри должен сказать участнику да или нет. В финале необходимо три "да" от всех членов жюри. Если участник получил три "да", то он становится претендентом на победу. В конце выпуска на сцену приглашаются все претенденты на победу, и члены жюри, после небольшого совещания озвучивают победителя (во втором сезоне участников занявших первое, второе и третье место).

## Ведущие
| Ведущий       | Сезоны | Сезоны |
| Ведущий       | 1      | 2      |
| ------------- | ------ | ------ |
| Александр Ваш |        |        |

## Члены жюри

### Сезон 1
| Члены жюри           | Выпуски | Выпуски | Выпуски | Выпуски | Выпуски | Выпуски | Выпуски | Выпуски | Выпуски | Выпуски | Выпуски | Выпуски | Выпуски | Выпуски |
| Члены жюри           | 1       | 2       | 3       | 4       | 5       | 6       | 7       | 8       | 9       | 10      | 11      | 12      | 13      | 14      |
| -------------------- | ------- | ------- | ------- | ------- | ------- | ------- | ------- | ------- | ------- | ------- | ------- | ------- | ------- | ------- |
| Антон Шастун         |         |         |         |         |         |         |         |         |         |         |         |         |         |         |
| Денис Дорохов        |         |         |         |         |         |         |         |         |         |         |         |         |         |         |
| Леонид Слуцкий       |         |         |         |         |         |         |         |         |         |         |         |         |         |         |
| Владимир Маркони     |         |         |         |         |         |         |         |         |         |         |         |         |         |         |
| Игорь Джабраилов     |         |         |         |         |         |         |         |         |         |         |         |         |         |         |
| Арсений Попов        |         |         |         |         |         |         |         |         |         |         |         |         |         |         |
| Мигель               |         |         |         |         |         |         |         |         |         |         |         |         |         |         |
| Ирина Мягкова        |         |         |         |         |         |         |         |         |         |         |         |         |         |         |
| Вячеслав Чепурченко  |         |         |         |         |         |         |         |         |         |         |         |         |         |         |
| Зоя Яровицына        |         |         |         |         |         |         |         |         |         |         |         |         |         |         |
| Карина Кросс         |         |         |         |         |         |         |         |         |         |         |         |         |         |         |
| Варвара Щербакова    |         |         |         |         |         |         |         |         |         |         |         |         |         |         |
| Андрей Бебуришвили   |         |         |         |         |         |         |         |         |         |         |         |         |         |         |
| Дмитрий Журавлёв     |         |         |         |         |         |         |         |         |         |         |         |         |         |         |
| Сатир                |         |         |         |         |         |         |         |         |         |         |         |         |         |         |
| Айдар Гараев         |         |         |         |         |         |         |         |         |         |         |         |         |         |         |
| Виктория Складчикова |         |         |         |         |         |         |         |         |         |         |         |         |         |         |

### Сезон 2
| Члены жюри           | Выпуски | Выпуски | Выпуски | Выпуски | Выпуски | Выпуски | Выпуски | Выпуски | Выпуски | Выпуски | Выпуски | Выпуски | Выпуски | Выпуски |
| Члены жюри           | 1       | 2       | 3       | 4       | 5       | 6       | 7       | 8       | 9       | 10      | 11      | 12      | 13      | 14      |
| -------------------- | ------- | ------- | ------- | ------- | ------- | ------- | ------- | ------- | ------- | ------- | ------- | ------- | ------- | ------- |
| Антон Шастун         |         |         |         |         |         |         |         |         |         |         |         |         |         |         |
| Зоя Яровицына        |         |         |         |         |         |         |         |         |         |         |         |         |         |         |
| Алексей Шальнов      |         |         |         |         |         |         |         |         |         |         |         |         |         |         |
| Владимир Маркони     |         |         |         |         |         |         |         |         |         |         |         |         |         |         |
| Карина Кросс         |         |         |         |         |         |         |         |         |         |         |         |         |         |         |
| Айдар Гараев         |         |         |         |         |         |         |         |         |         |         |         |         |         |         |
| Алексей Янгер        |         |         |         |         |         |         |         |         |         |         |         |         |         |         |
| Игорь Джабраилов     |         |         |         |         |         |         |         |         |         |         |         |         |         |         |
| Денис Дорохов        |         |         |         |         |         |         |         |         |         |         |         |         |         |         |
| Надежда Джаброилова  |         |         |         |         |         |         |         |         |         |         |         |         |         |         |
| Илья Куруч           |         |         |         |         |         |         |         |         |         |         |         |         |         |         |
| Виктория Складчикова |         |         |         |         |         |         |         |         |         |         |         |         |         |         |
| Павел Дедищев        |         |         |         |         |         |         |         |         |         |         |         |         |         |         |
| Ольга Парфенюк       |         |         |         |         |         |         |         |         |         |         |         |         |         |         |
| Сатир                |         |         |         |         |         |         |         |         |         |         |         |         |         |         |

## Сезоны
| Сезон | Премьера         | Финал           | Победитель         | 2 место                          | 3 место                          |
| ----- | ---------------- | --------------- | ------------------ | -------------------------------- | -------------------------------- |
| 1     | 3 ноября 2023    | 2 февраля 2024  | Дуэт «Савич и Пур» | В 1 сезоне был только победитель | В 1 сезоне был только победитель |
| 2     | 13 сентября 2024 | 13 декабря 2024 | Трио 18+           | Дуэт «Дайте посмеяться»          | Карим Курмангалиев               |

### Обзор сезонов

#### Сезон 1
Первый этап
Выпуск № 1
Выпуск вышел в «VK Видео» 3 ноября 2023 года
| № | Участник/Участники                             | Тип номера                                            | Выбор членов жюри | Выбор членов жюри | Выбор членов жюри |
| № | Участник/Участники                             | Тип номера                                            | Дорохов           | Шастун            | Слуцкий           |
| - | ---------------------------------------------- | ----------------------------------------------------- | ----------------- | ----------------- | ----------------- |
| 1 | Влада Макаренкова (г. Люберцы)                 | Стендап                                               |                   |                   |                   |
| 2 | Дуэт «Знакомые» (г. Донецк / г. Москва)        | Миниатюра                                             |                   |                   |                   |
| 3 | Дуэт «Ёж» (г. Челябинск)                       | Миниатюра                                             |                   |                   |                   |
| 4 | Ира Мартьянова (г. Москва)                     | Стендап                                               |                   |                   |                   |
| 5 | Дуэт «То есть трио» (г. Псков)                 | Миниатюра                                             |                   |                   |                   |
| 6 | Дуэт «Гуляев и Емельянов» (г. Санкт-Петербург) | Миниатюра                                             |                   |                   |                   |
| 7 | Дуэт «Дайте посмеятья» (г. Екатеринбург)       | Миниатюра в виде коротких мультипликационных анимаций |                   |                   |                   |

Выпуск № 2
Выпуск вышел в «VK Видео» 10 ноября 2023 года
| № | Участник/Участники                               | Тип номера | Выбор членов жюри | Выбор членов жюри | Выбор членов жюри |
| № | Участник/Участники                               | Тип номера | Джабраилов        | Шастун            | Маркони           |
| - | ------------------------------------------------ | ---------- | ----------------- | ----------------- | ----------------- |
| 1 | Ольга Гульчак (г. Бендеры )                      | Стендап    |                   |                   |                   |
| 2 | Дуэт «Иван-да-Аза» (г. Новосибирск / г. Астана ) | Миниатюра  |                   |                   |                   |
| 3 | Маша и Лера (г. Москва)                          | Миниатюра  |                   |                   |                   |
| 4 | Замрат Вартанянц (г. Махачкала)                  | Стендап    |                   |                   |                   |
| 5 | Александр Смирнов (г. Ростов-на-дону)            | Стендап    |                   |                   |                   |
| 6 | Дуэт «Жидкий шмель» (г. Псков)                   | Миниатюра  |                   |                   |                   |
| 7 | Трио 18+ (г. Ставрополь)                         | Миниатюра  |                   |                   |                   |

Выпуск № 3
Выпуск вышел в «VK Видео» 17 ноября 2023 года
| № | Участник/Участники                                | Тип номера | Выбор членов жюри | Выбор членов жюри | Выбор членов жюри |
| № | Участник/Участники                                | Тип номера | Попов             | Шастун            | Мигель            |
| - | ------------------------------------------------- | ---------- | ----------------- | ----------------- | ----------------- |
| 1 | Евгения Ежова (г. Москва)                         | Стендап    |                   |                   |                   |
| 2 | Аня Захарова и Миша Хохряков (г. Санкт-Петербург) | Миниатюра  |                   |                   |                   |
| 3 | Дуэт «Конечная» (г. Ставрополь / г. Орск)         | Миниатюра  |                   |                   |                   |
| 4 | Настя «Тачка» (г. Калининград)                    | Стендап    |                   |                   |                   |
| 5 | Дуэт «Абрамов и Тайфун» (г. Новосибирск)          | Миниатюра  |                   |                   |                   |
| 6 | Трио «Нетяжелый люкс» (г. Москва / г. Нальчик)    | Миниатюра  |                   |                   |                   |
| 7 | Дуэт «Четыре» (г. Казань)                         | Миниатюра  |                   |                   |                   |

Выпуск № 4
Выпуск вышел в «VK Видео» 24 ноября 2023 года
| № | Участник/Участники                                 | Тип номера | Выбор членов жюри | Выбор членов жюри | Выбор членов жюри |
| № | Участник/Участники                                 | Тип номера | Дорохов           | Шастун            | Слуцкий           |
| - | -------------------------------------------------- | ---------- | ----------------- | ----------------- | ----------------- |
| 1 | Артём Осипов (г. Волгоград)                        | Стендап    |                   |                   |                   |
| 2 | Дуэт «Нетленочка» (г. Камышлов / г. Среднеуральск) | Миниатюра  |                   |                   |                   |
| 3 | Дуэт «Мистер Мистикс» (г. Ростов-на-дону)          | Миниатюра  |                   |                   |                   |
| 4 | Дмитрий Тихонов (г. Шерегеш)                       | Пародии    |                   |                   |                   |
| 5 | Дуэт «Хрисан и Эрик» (г. Уфа)                      | Миниатюра  |                   | [ a ]             |                   |
| 6 | Дуэт «Антон и Рустам» (г. Чита / г. Красноярск)    | Миниатюра  |                   |                   |                   |

Выпуск № 5
Выпуск вышел в «VK Видео» 1 декабря 2023 года
| № | Участник/Участники                          | Тип номера                      | Выбор членов жюри | Выбор членов жюри | Выбор членов жюри |
| № | Участник/Участники                          | Тип номера                      | Джабраилов        | Шастун            | Маркони           |
| - | ------------------------------------------- | ------------------------------- | ----------------- | ----------------- | ----------------- |
| 1 | Алексей Кузнецов (г. Москва)                | Стендап                         |                   |                   |                   |
| 2 | Дуэт «Урал» (г. Москва)                     | Миниатюра в виде коротких шуток |                   |                   |                   |
| 3 | Лиза Найдён (г. Москва)                     | Стендап                         |                   |                   |                   |
| 4 | Дуэт «Ой бой» (г. Челябинск / г. Караганда) | Миниатюра                       |                   | [ b ]             |                   |
| 5 | Настя Ткаченко (г. Калининград)             | Стендап                         |                   |                   |                   |
| 6 | Сергей Ужахов (г. Волгоград)                | Стендап                         |                   |                   |                   |
| 7 | Дуэт «Мама Стифлера» (г. Москва)            | Миниатюра                       |                   |                   |                   |

Выпуск № 6
Выпуск вышел в «VK Видео» 8 декабря 2023 года
| № | Участник/Участники                           | Тип номера             | Выбор членов жюри | Выбор членов жюри | Выбор членов жюри |
| № | Участник/Участники                           | Тип номера             | Попов             | Шастун            | Мигель            |
| - | -------------------------------------------- | ---------------------- | ----------------- | ----------------- | ----------------- |
| 1 | Лена Маницкая (г. Краснодар)                 | Стендап                |                   |                   |                   |
| 2 | Дуэт «ИП Окопный» (г. Москва)                | Миниатюра              |                   |                   |                   |
| 3 | Андрей Авхачев (г. Советск)                  | Стендап                |                   |                   |                   |
| 4 | Иванова и Боброва (г. Бердск)                | Миниатюра              |                   |                   |                   |
| 5 | Дуэт «Савич и Пур» (г. Саратов / г. Энгельс) | Миниатюра              |                   |                   |                   |
| 6 | Дуэт «Киньте копеечку» (г. Курск)            | Миниатюра в виде песни |                   |                   |                   |

Выпуск № 7
Выпуск вышел в «VK Видео» 15 декабря 2023 года
| № | Участник/Участники                              | Тип номера | Выбор членов жюри | Выбор членов жюри | Выбор членов жюри |
| № | Участник/Участники                              | Тип номера | Дорохов           | Шастун            | Слуцкий           |
| - | ----------------------------------------------- | ---------- | ----------------- | ----------------- | ----------------- |
| 1 | Настя Догодина (г. Краснодар)                   | Стендап    |                   |                   |                   |
| 2 | Дуэт «Сладкий бубалех» (г. Барнаул)             | Миниатюра  |                   |                   |                   |
| 3 | Дуэт «Чернов и Куаншалиев» (г. Санкт-Петербург) | Миниатюра  |                   |                   |                   |
| 4 | Пётр Гремякин (г. Ростов-на-дону)               | Стендап    |                   |                   |                   |
| 5 | Дуэт «Батайчане» (г. Батайск)                   | Миниатюра  |                   |                   |                   |
| 6 | Дима Соколов (г. Воронеж)                       | Стендап    |                   |                   |                   |

Второй этап
Выпуск № 8
Выпуск вышел в «VK Видео» 22 декабря 2023 года
| № | Участник/Участники           | Тип номера                                            | Выбор членов жюри | Выбор членов жюри | Выбор членов жюри |
| № | Участник/Участники           | Тип номера                                            | Мягкова           | Шастун            | Чепурченко        |
| - | ---------------------------- | ----------------------------------------------------- | ----------------- | ----------------- | ----------------- |
| 1 | Настя Догодина               | Стендап                                               |                   |                   |                   |
| 2 | Аня Захарова и Миша Хохряков | Миниатюра                                             |                   |                   |                   |
| 3 | Дима Соколов                 | Стендап                                               |                   |                   |                   |
| 4 | Дуэт «Дайте посмеяться»      | Миниатюра в виде коротких мультипликационных анимаций |                   |                   |                   |
| 5 | Дуэт «Мама Стифлера»         | Миниатюра                                             |                   |                   |                   |
| 6 | Настя Ткаченко               | Стендап                                               |                   |                   |                   |
| 7 | Дуэт «Антон и Рустам»        | Миниатюра                                             |                   |                   |                   |
| 8 | Дуэт «Киньте копеечку»       | Миниатюра в виде песни                                |                   |                   |                   |

Выпуск № 9
Выпуск вышел в «VK Видео» 29 декабря 2023 года
| № | Участник/Участники  | Тип номера | Выбор членов жюри | Выбор членов жюри | Выбор членов жюри |
| № | Участник/Участники  | Тип номера | Яровицына         | Шастун            | Кросс             |
| - | ------------------- | ---------- | ----------------- | ----------------- | ----------------- |
| 1 | Ольга Гульчак       | Стендап    |                   |                   |                   |
| 2 | Дуэт «То есть трио» | Миниатюра  |                   |                   |                   |
| 3 | Андрей Авхачев      | Стендап    |                   |                   |                   |
| 4 | Дуэт «Нетленочка»   | Миниатюра  |                   |                   |                   |
| 5 | Женя Ежова          | Стендап    |                   |                   |                   |
| 6 | Замрат Вартанянц    | Стендап    |                   |                   |                   |
| 7 | Дуэт «Четыре»       | Миниатюра  |                   |                   |                   |

Выпуск № 10
Выпуск вышел в «VK Видео» 5 января 2024 года
| № | Участник/Участники      | Тип номера                      | Выбор членов жюри | Выбор членов жюри | Выбор членов жюри |
| № | Участник/Участники      | Тип номера                      | Бебуришвили       | Шастун            | Щербакова         |
| - | ----------------------- | ------------------------------- | ----------------- | ----------------- | ----------------- |
| 1 | Артём Осипов            | Стендап                         |                   |                   |                   |
| 2 | Дуэт «Урал»             | Миниатюра в виде коротких шуток |                   |                   |                   |
| 3 | Влада Макаренкова       | Стендап                         |                   |                   |                   |
| 4 | Дуэт «Абрамов и Тайфун» | Миниатюра                       |                   |                   |                   |
| 5 | Пётр Гремякин           | Стендап                         |                   |                   |                   |
| 6 | Дуэт «Маша и Лера»      | Миниатюра                       |                   |                   |                   |
| 7 | Трио «Нетяжёлый люкс»   | Миниатюра                       |                   |                   |                   |
| 8 | Лиза Найдён             | Стендап                         |                   |                   |                   |
| 9 | Дуэт «Иван-да Аза»      | Миниатюра                       |                   |                   |                   |

Выпуск № 11
Выпуск вышел в «VK Видео» 12 января 2024 года
| № | Участник/Участники | Тип номера | Выбор членов жюри | Выбор членов жюри | Выбор членов жюри |
| № | Участник/Участники | Тип номера | Яровицына         | Шастун            | Бебуришвили       |
| - | ------------------ | ---------- | ----------------- | ----------------- | ----------------- |
| 1 | Сергей Ужахов      | Стендап    |                   |                   |                   |
| 2 | Дуэт «Знакомые»    | Миниатюра  |                   |                   |                   |
| 3 | Алексей Кузнецов   | Стендап    |                   |                   |                   |
| 4 | Иванова и Боброва  | Миниатюра  |                   |                   |                   |
| 5 | Дуэт «Савич и Пур» | Миниатюра  |                   |                   |                   |
| 6 | Ира Мартьянова     | Стендап    |                   |                   |                   |
| 7 | Трио 18+           | Миниатюра  |                   |                   |                   |

Полуфинал
Выпуск № 12
Выпуск вышел в «VK Видео» 19 января 2024 года
| №  | Участник/Участники      | Тип номера                                            | Выбор членов жюри | Выбор членов жюри | Выбор членов жюри |
| №  | Участник/Участники      | Тип номера                                            | Журавлёв          | Шастун            | Сатир             |
| -- | ----------------------- | ----------------------------------------------------- | ----------------- | ----------------- | ----------------- |
| 1  | Настя Догодина          | Стендап                                               |                   |                   |                   |
| 2  | Дуэт «Знакомые»         | Миниатюра                                             |                   |                   |                   |
| 3  | Трио 18+                | Миниатюра                                             |                   |                   |                   |
| 4  | Дима Соколов            | Стендап                                               |                   |                   |                   |
| 5  | Дуэт «Мама Стифлера»    | Миниатюра                                             |                   |                   |                   |
| 6  | Дуэт «Иван-да Аза»      | Миниатюра                                             |                   |                   |                   |
| 7  | Дуэт «Савич и Пур»      | Миниатюра                                             |                   |                   |                   |
| 8  | Дуэт «Маша и Лера»      | Миниатюра                                             |                   |                   |                   |
| 9  | Дуэт «Дайте посмеяться» | Миниатюра в виде коротких мультипликационных анимаций |                   |                   |                   |
| 10 | Дуэт «Киньте копеечку»  | Миниатюра в виде песни                                |                   |                   |                   |

## Комментарии
1. ↑  Кнопку нажал Денис Дорохов
2. ↑  Кнопку нажал Игорь Джабраилов